# 赤井太志朗
赤井 太志朗（あかい たしろう、1980年9月17日 - ）は、日本の男性総合格闘家。。東京都稲城市出身。ノヴァ・ウニオン・ジャパン所属。

## 来歴
2000年9月5日、本名の西内 太志朗でプロデビュー。リングス「BATTLE GENESIS Vol.6」で行なわれたWEF出場者決定トーナメントに出場。1回戦で藤原智嗣に3-0の判定勝ちするも、決勝で小谷直之に腕ひしぎ十字固めで一本負けを喫した。
2001年5月5日、初出場となったパンクラスで岩崎英明と対戦し、0-3の判定負けを喫した。
2002年11月4日、初出場となったシュートボクシングで植松直哉と対戦し、0-2の判定負けを喫した。
2003年1月25日、初出場となったマーシャルアーツ日本キックボクシング連盟で佐藤堅一とサムライルール（キックボクシング3分2R＋総合格闘技5分2R）で対戦し、3Rにスリーパーホールドで一本勝ちを収めた。
2006年4月2日、パンクラス・ネオブラッド・トーナメント ライト級準決勝で荒牧拓に3-0の判定勝ち。7月28日の決勝で松田恵理也に1-2の判定負けを喫し準優勝となった。
2006年10月4日、初出場となったMARSのMFCチャレンジ・トーナメント1回戦で大塚隆史にチョークスリーパーで一本勝ち。12月22日の準決勝で坪井淳浩に0-3の判定負けを喫した。
2007年2月4日、初出場となったZST「SWAT! 09」で太田裕之と対戦し、右フックでKO勝ち。6月10日、ZST本戦デビューとなったZST.13で金原正徳と対戦し、左ストレートでKO勝ちを収めた。
2007年9月17日、HERO'Sのオープニングファイトで行なわれたチーム桜畑 VS U-FILE対抗戦で高橋渉と対戦し、3-0の判定勝ちを収めた。
2008年10月26日、パンクラスでアライケンジと対戦し、1-1の判定ドロー。この試合からリングネームを赤井 太志朗に変更し、所属もノヴァ・ウニオン・ジャパンとなった。
2010年9月5日、バンタム級キング・オブ・パンクラス タイトルマッチで王者の井上学に挑戦し、0-2の判定負け喫し王座獲得に失敗した。
2011年2月6日、パンクラス・バンタム級次期王座挑戦者査定試合で佐藤将光と対戦し、2-0の判定勝ちを収めた。
2012年3月11日、バンタム級キング・オブ・パンクラス タイトルマッチで王者の石渡伸太郎に挑戦し、0-3の判定負け喫し王座獲得に失敗した。

## 戦績

### 総合格闘技
| 総合格闘技 戦績 | 総合格闘技 戦績 | 総合格闘技 戦績 | 総合格闘技 戦績 | 総合格闘技 戦績 | 総合格闘技 戦績 | 総合格闘技 戦績 |
| --------------- | --------------- | --------------- | --------------- | --------------- | --------------- | --------------- |
| 33 試合         | (T)KO           | 一本            | 判定            | その他          | 引き分け        | 無効試合        |
| 17 勝           | 5               | 4               | 8               | 0               | 13              | 0               |
| 9 敗            | 0               | 1               | 8               | 0               | 13              | 0               |

| 勝敗 | 対戦相手             | 試合結果                         | 大会名                                                                            | 開催年月日     |
| ×    | ジルベルト・ディアス | 5分3R終了 判定0-3                | 修斗ブラジル                                                                      | 2012年9月21日  |
| ×    | 石渡伸太郎           | 5分3R終了 判定0-3                | PANCRASE 2012 PROGRESS TOUR 【バンタム級キング・オブ・パンクラス タイトルマッチ】 | 2012年3月11日  |
| ○    | ルイス・マッケンジー | 2R 2:31 リアネイキッドチョーク   | G1 FIGHTS                                                                         | 2012年1月28日  |
| △    | 花レメ紋次郎TK       | 5分2R終了 判定1-0                | PANCRASE 2011 IMPRESSIVE TOUR                                                     | 2011年11月12日 |
| △    | 大石真丈             | 5分3R終了 判定1-0                | PANCRASE 2011 IMPRESSIVE TOUR                                                     | 2011年9月4日   |
| △    | 石渡伸太郎           | 5分3R終了 判定1-1                | PANCRASE 2011 IMPRESSIVE TOUR                                                     | 2011年5月3日   |
| ○    | 佐藤将光             | 5分2R終了 判定2-0                | PANCRASE 2011 IMPRESSIVE TOUR 【バンタム級次期王座挑戦者査定試合】                | 2011年2月6日   |
| ○    | 直撃我聞             | 5分3R終了 判定3-0                | CAGE FORCE                                                                        | 2010年11月28日 |
| ×    | 井上学               | 5分3R終了 判定0-2                | PANCRASE 2010 PASSION TOUR 【バンタム級キング・オブ・パンクラス タイトルマッチ】  | 2010年9月5日   |
| ○    | キム・ホリョン       | 1R 4:01 肩固め                   | PANCRASE 2010 PASSION TOUR                                                        | 2010年7月4日   |
| ○    | 清水隼人             | 1R 4:30 TKO（左フック→パウンド） | PANCRASE 2010 PASSION TOUR                                                        | 2010年4月29日  |
| ×    | 川原誠也             | 5分3R終了 判定0-3                | PANCRASE 2010 PASSION TOUR                                                        | 2010年2月7日   |
| ○    | ジョン・ジンソ       | 2R 3:39 肩固め                   | PANCRASE 2009 CHANGING TOUR                                                       | 2009年10月25日 |
| △    | 鹿又智成             | 5分2R終了 判定1-0                | PANCRASE 2009 CHANGING TOUR                                                       | 2009年8月8日   |
| ○    | 村田卓実             | 5分2R終了 判定2-0                | PANCRASE 2009 CHANGING TOUR                                                       | 2009年6月7日   |
| ○    | 齋藤裕俊             | 2R 0:58 TKO（パウンド）          | PANCRASE 2009 CHANGING TOUR                                                       | 2009年4月5日   |
| △    | 齋藤裕俊             | 5分2R終了 判定0-0                | PANCRASE 2008 SHINING TOUR                                                        | 2008年12月7日  |
| △    | アライケンジ         | 5分3R終了 判定1-1                | PANCRASE 2008 SHINING TOUR                                                        | 2008年10月26日 |
| ○    | 高橋渉               | 5分2R+延長5分1R終了 判定3-0      | HERO'S 2007 ミドル級世界王者決定トーナメント決勝戦                                | 2007年9月17日  |
| ○    | 金原正徳             | 1R 3:59 KO（左ストレート）       | ZST.13                                                                            | 2007年6月10日  |
| △    | 奥出雅之             | 5分2R終了 時間切れ               | ZST SWAT! 10                                                                      | 2007年4月1日   |
| ○    | 太田裕之             | 1R 2:16 KO（右フック）           | ZST SWAT! 09                                                                      | 2007年2月4日   |
| ×    | 坪井淳浩             | 5分2R終了 判定0-3                | MARS 06 "RAPID FIRE" 【MFCチャレンジ・トーナメント 準決勝】                       | 2006年12月22日 |
| ○    | 大塚隆史             | 2R 3:05 チョークスリーパー       | MARS BodogFight 01 【MFCチャレンジ・トーナメント 1回戦】                          | 2006年10月4日  |
| ×    | 松田恵理也           | 5分2R終了 判定1-2                | PANCRASE 2006 BLOW TOUR 【ネオブラッド・トーナメント ライト級 決勝】              | 2006年7月28日  |
| ○    | 荒牧拓               | 5分2R終了 判定3-0                | PANCRASE 2006 BLOW TOUR 【ネオブラッド・トーナメント ライト級 準決勝】            | 2006年4月2日   |
| ○    | 中條実               | 5分2R終了 判定3-0                | PANCRASE 2006 BLOW TOUR                                                           | 2006年2月19日  |
| △    | 平山貴一             | 5分2R終了 判定0-0                | DEMOLITION                                                                        | 2005年8月28日  |
| △    | 松下直揮             | 5分2R終了 時間切れ               | club DEEP 7th in 富山 -野蛮人祭り-                                                | 2004年10月24日 |
| △    | 滝田J太郎            | 5分2R終了 判定0-1                | DEMOLITION                                                                        | 2004年4月8日   |
| ○    | 深見智之             | 5分2R終了 判定3-0                | DEEP 13th IMPACT in KORAKUEN HALL                                                 | 2004年1月22日  |
| ○    | 岩崎英明             | 1R 4:51 KO（スタンドパンチ連打） | DEMOLITION atom                                                                   | 2003年11月19日 |
| △    | 美木航               | 5分2R終了 判定0-1                | DEMOLITION                                                                        | 2003年9月23日  |
| △    | 竹内コウジ           | 5分3R終了 判定0-0                | DEEP 8th IMPACT in KORAKUEN HALL                                                  | 2003年3月4日   |
| ×    | 飯田崇人             | 5分2R終了 判定37-40              | ORG the 2nd 【ORGルール】                                                         | 2002年5月12日  |
| △    | 芹沢健一             | 5分2R終了 時間切れ               | The CONTENDERS X-RAGE Vol.1 【ORGルール】                                         | 2001年12月14日 |
| ×    | 岩崎英明             | 5分3R終了 判定0-3                | PANCRASE 2001 PROOF TOUR 【ネオブラッド・トーナメント 予選】                      | 2001年5月5日   |
| ×    | 小谷直之             | 1R 0:32 腕ひしぎ十字固め         | リングス BATTLE GENESIS Vol.6 【WEF出場者決定トーナメント 決勝】                  | 2000年9月5日   |
| ○    | 藤原智嗣             | 5分2R終了 判定3-0                | リングス BATTLE GENESIS Vol.6 【WEF出場者決定トーナメント 1回戦】                 | 2000年9月5日   |

### ミックスルール
| 勝敗 | 対戦相手 | 試合結果                   | 大会名                                                                                               | 開催年月日    |
| ○    | 佐藤堅一 | 3R 2:59 スリーパーホールド | マーシャルアーツ日本キックボクシング連盟「EXPLOSION-1」 【サムライルール（キック3分2R＋総合5分2R）】 | 2003年1月25日 |

### グラップリング
| 勝敗 | 対戦相手  | 試合結果           | 大会名               | 開催年月日    |
| △    | 滝田J太郎 | 5分2R終了 時間切れ | Club Contenders 2002 | 2002年8月24日 |

### シュートボクシング
| 勝敗 | 対戦相手 | 試合結果       | 大会名                            | 開催年月日    |
| ×    | 植松直哉 | 3R終了 判定0-2 | SHOOT BOXING The age of "S" Vol.5 | 2002年11月4日 |